# Antocha (Antocha) satsuma
Antocha (Antocha) satsuma is een tweevleugelige uit de familie steltmuggen (Limoniidae). De soort komt voor in het Palearctisch gebied.